# Arpalice Cuman Pertile
Arpalice Cuman Pertile (Marostica, 12 maggio 1876 – Marostica, 30 marzo 1958) è stata una poetessa e scrittrice italiana.

## Biografia

### Formazione
La scrittrice, poeta, insegnante e formatrice Arpalice Cuman nasce a Marostica, da Angelica e Sebastiano Cuman. 
A tre anni la famiglia si trasferisce brevemente a Torino per ritornare a Marostica dove da bambina frequenta le elementari con la maestra Irene Palazzin. Quando ha dieci anni perde la madre e la nonna materna. Frequenta gli studi magistrali nel convitto di Verona, dopo aver vinto una borsa di studio, e nel 1894 consegue il diploma. 
Partecipa ad un concorso per un posto di nuova istituzione nella scuola comunale, arriva prima, ma la cattedra non le viene assegnata. Decide pertanto di proseguire gli studi e la formazione universitaria iscrivendosi al Magistero Superiore di Firenze. Enrico Nencioni e Severino Ferrari, allievo del Carducci, furono tra i suoi docenti. Con il Ferrari si laurea nel 1898 con una tesi dal titolo La riforma del teatro comico italiano e Carlo Goldoni, pubblicata a Venezia nel 1899, che fa trasparire la sua passione per il teatro. È la prima marosticense che consegue la laurea. 
Durante la formazione universitaria, nel 1895, mantiene viva la sua presenza sociale e viene invitata a scrivere assieme a Cristiano Pertile, che diventerà suo marito, uno scritto dal titolo Le società di Mutuo Soccorso fra operai e professionisti, associazioni di ispirazione mazziniana nate per rispondere alle necessità di autodifesa del mondo del lavoro basate sulla solidarietà con altri ceti sociali. Queste società, secondo Cuman, devono elevare il lavoratore italiano a dignità di uomo e di cittadino, educarlo a quei sentimenti di solidarietà, di fratellanza, di reciproco amore … che rendono possibile l’unità morale del popolo italiano nella libertà del lavoro e della patria risorta.

### A Torino e Vicenza
Conseguita la laurea si trasferisce a Torino a insegnare l’italiano, altra grande passione, all’ "Istituto per le figlie dei militari". L’anno successivo, nel 1899, le viene assegnata la cattedra di lettere presso la “Scuola Normale” di Vicenza. Qui conosce e frequenta lo scrittore Antonio Fogazzaro, il naturalista, provveditore agli studi e deputato Paolo Lioy, lo scrittore, economista e politico Fedele Lampertico. In questo periodo scrive le prime poesie per bambini e bambine e i primi libri per le scuole elementari. È del 1906 il suo primo libro Componimento dal Sillabario. Viene coinvolta dalla vita sociale cittadina in dibattiti, inaugurazioni, nei nuovi luoghi culturali che si creano nelle biblioteche. Si presta come volontaria nella "Scuola Libera Popolare" per le famiglie della classe operaia. Si prodiga nell'insegnare ai più piccoli e alle più piccole. Accanto all’insegnamento per l’infanzia, si dedica alla formazione delle maestre e delle donne in genere, fondando una biblioteca di classe. Per rendere più giocoso e vivace l’apprendimento per le prime classi, i libri per l’infanzia vengono arricchiti con illustrazioni di artiste e disegnatori. Nelle sue produzioni poetiche e letterarie, i principi evangelici sono saldamente intrecciati con i principi patriottici risorgimentali quali la fratellanza, la solidarietà, la libertà, la pace, la giustizia. Questi la accompagnano nella sua opera di insegnamento, di scrittura, poesia e nel suo agire sociale. Sono gli stessi principi che la portano a disapprovare il discorso che il Pascoli ha pronunciato a novembre del 1911 a Barga in favore dell’intervento italiano nella Campagna di Libia.
Con la prima guerra mondiale, quando ancora l’Italia non era entrata nel conflitto, la scrittrice si schiera pubblicamente, nel gennaio 1915, a favore della pace e contro l’intervento dell’Italia in guerra, in un comizio indetto dai neutralisti a Vicenza. Per lei è forte il dovere di prendere la parola in difesa della pace … serbata alla patria nostra pur nella rivendicazione de’ suoi sacri diritti sulle terre irredente rievocando i grandi poeti delle gesta eroiche come Omero, ma anche Dante, Petrarca, Manzoni richiamando, nel contempo, il compito di chi educa a non esaltare le guerre. Di notte la sua casa viene presa di mira dagli interventisti e poco tempo dopo il Ministero della Pubblica Istruzione le manda una ispezione al fine di valutare l’operato dell’insegnante. L’ispezione si conclude con un richiamo ad attenersi rigorosamente ai programmi scolastici.

### Soggiorno obbligato: anni 1916 - 1918
Sposa l'illustre prof. Cristiano Pertile, docente di lettere del liceo Antonio Pigafetta di Vicenza, fratello del dottor Giuseppe Pertile (medico primario, fondatore dell'ospedale di Marostica) nonché discendente dell'Ab. Commendatore Giambattista Pertile (rettore delle università di Pavia e di Padova). La poetessa e il marito Cristiano, a seguito dell’entrata in guerra dell’Italia nel maggio 1915, vengono accusati di antipatriottismo e trasferiti forzatamente a Firenze con obbligo di firma quotidiano. In questa città Arpalice scrive Il trionfo dei piccoli pubblicato nel 1918 dalla casa editrice Bemporad di Firenze.
Vengono poi trasferiti a Novara, dove pubblica, con la casa editrice SEI di Torino, Le preghiere dei bambini. Infine vengono mandati per tre anni a Genova dove la scrittrice, dall’esperienza in città come Firenze, Novara e Genova, realizza un corso di letture dal titolo Per le vie del mondo adatto anche alle scuole di grandi città, pubblicato nel 1920 da Bemporad & Figlio di Firenze. 
Nel 1918, con la liberazione di Trento e Trieste, pubblica il romanzo Ninetta e Tirintin, i cui ….”scarti” fantastici … fuori dalla ripetitività della rima … costituiscono una felice eccezione degna di non essere trascurata in sede critica.

### Ritorno a Vicenza
Nel 1919, al termine del conflitto, i coniugi Cuman Pertile tornano a Vicenza e all’insegnamento. Arpalice Cuman viene eletta presidente del consiglio direttivo nella Scuola Libera Popolare dove aveva prestato volontariato prima dell’esilio.
A seguito dell’avvento del fascismo, nel 1923, viene esonerata dall’insegnamento in quanto non aderisce al regime. Prosegue comunque l’insegnamento privatamente e forma le insegnanti e gli insegnanti che vogliono partecipare ai concorsi, continuando la sua produzione letteraria. 
Il regime approva la legge n. 8 del 7 gennaio 1929 aggiungendo un altro tassello al processo di fascistizzazione avviato dalla Riforma Gentile, stabilendo l’adozione in tutte le scuole elementari del testo unico di Stato a partire dall’anno scolastico 1930-31 eliminando così dalle scuole tutti gli altri libri, compresi quelli di Cuman. Invisa al regime, ritorna a Marostica con lo scoppio della seconda guerra mondiale, dedicandosi all’insegnamento alle figlie delle famiglie povere e alle persone sfollate. 
Con la fine della seconda guerra si fa parte attiva per far riaprire scuole elementari e medie. I suoi libri banditi durante il periodo fascista vengono adottati nelle scuole, prepara chi deve superare gli esami al concorso magistrale.
Negli ultimi anni di vita scrive le sue memorie in un libro dal titolo Le memorie di due cuori, pubblicato nel 1954.

## Profilo letterario
La nutrita opera poetica rivolta principalmente ai più piccoli la si trova molto presente anche nei testi scolastici di letture per le prime classi elementari.
Ha scritto testi scolastici, divulgativi e di narrazione rivolti all’infanzia e alla preadolescenza più volte ristampati e riediti. 
Cuman Pertile considera i suoi libri i suoi “figli”, definendoli ingenui difensori del nostro ideale, il sorriso dei giorni lieti, la pace nell’asprezza dell’esilio e della guerra, gli amici negli anni desolati della sventura, della povertà decorosa, dell’amara ingratitudine.
Con la casa editrice Bemporad & Figlio di Firenze instaura un rapporto duraturo e fruttuoso. Pubblica gli apprezzati Primi voli, Fiori di Campo e Per le vie del mondo, con una scrittura poetica, ma anche divertente e con alcune originalità, come quella della finta rivista mensile "Primi voli" con articoli di personaggi quali il Prof. Lasalunga, il Prof. Tuttocchi, i fratelli Bontempo e altri.
I temi a lei cari sono la famiglia, l’amore, la natura e lo studio. Scrive Enzo Petrini, storico direttore del Centro Didattico Nazionale di Studi e Documentazione di Firenze: La sua filosofia era semplice; … era promozione umanitaria assecondando il processo storico. Lo si legge continuamente nei suoi libri per la scuola: gli uomini progrediscono quando si associano, non quando si aggrediscono. Il corollario che il male del mondo è la guerra viene immediato, schierarsi per la pace diventa imperativo. I suoi testi sono presenti nelle biblioteche universitarie del Dipartimento di Scienza dell’educazione.

## Concorso letterario Premio Nazionale Città di Marostica Arpalice Cuman Pertile
In occasione del 110º anniversario della nascita di Arpalice, la città di Marostica l'8 novembre 1986 le dedica un convegno, con pubblicazione degli Atti, da cui emerge la volontà dell’Amministrazione di mantenere viva la figura e l’operato della scrittrice come esempio di docente e di insegnante. Promotrice del premio nazionale è Lidia Toniolo Serafini che ne è la presidente onoraria. Lo scopo del Premio è quello di incoraggiare tutte le espressioni comunicative indirizzate all'infanzia e alla adolescenza, sia individuali che collettive comprendendo, oltre alla scrittura e all'arte figurativa, il teatro, la danza e la musica corale. A oggi è arrivato alla 30ª edizione.

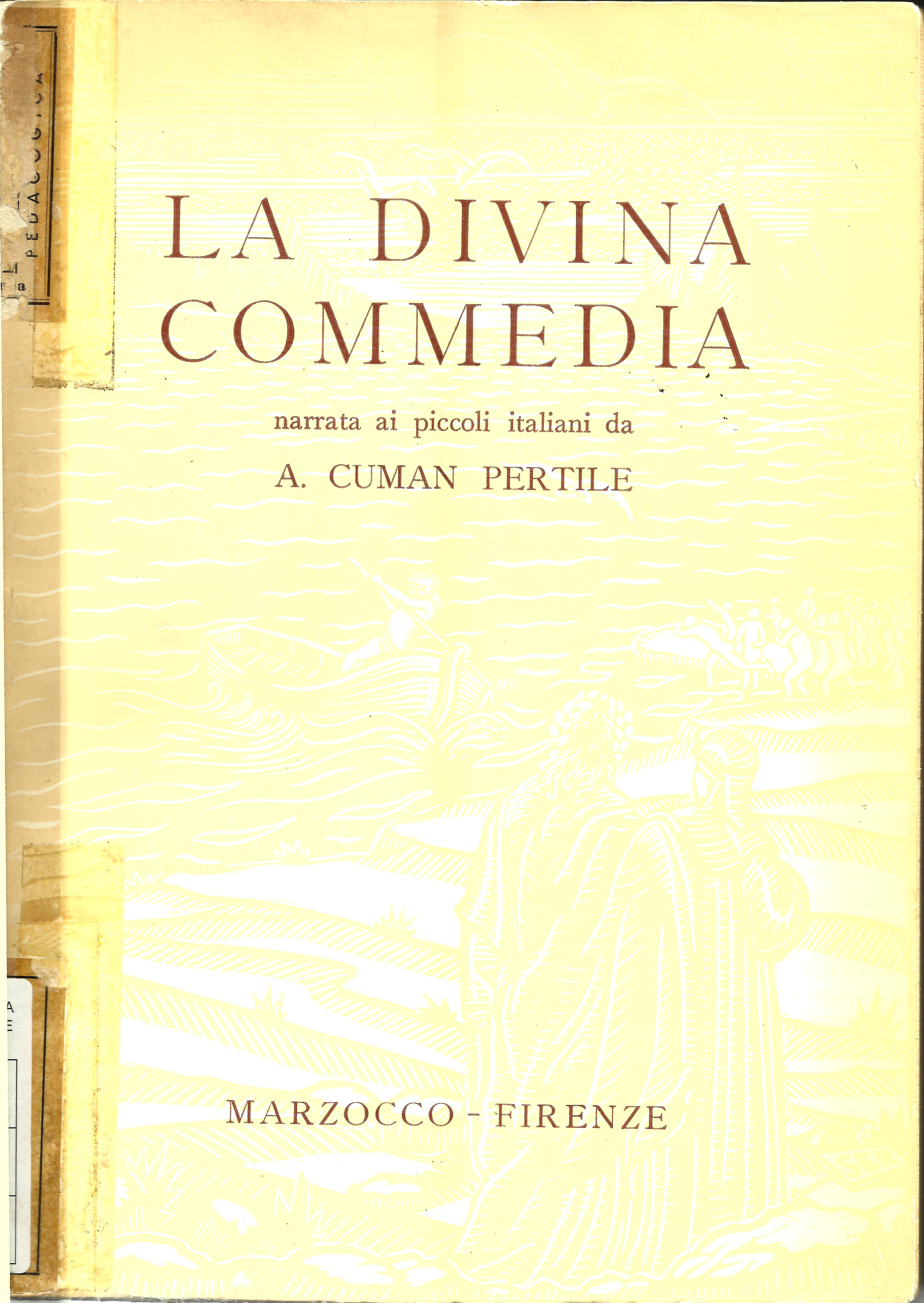
La divina commedia narrata ai piccoli italiani di A. Cuman Pertile

## Opere
- Fuori del guscio, libro di lettura per la terza elementare, Bemporad, Firenze, 1911
- Godi e impara: letture per la seconda classe elementare con numerosi esercizi di composizione, Firenze, Bemporad & Figlio, 1912
- Il teatro di Bengodi: dialoghi e commediole per la recitazione dei fanciulli e per le feste scolastiche, abbelliti da giochi e balletti estetici della prof. Jole Castagna, con illustrazioni di E. Pinochi, G. Rivolo, A. Gabrielli, Mondadori, Milano, 19..
- Il trionfo dei piccoli, con illustrazioni di A. Ramorino Ceas, Bemporad, Firenze, 1918
- Le preghiere dei bambini, Società Editrice Internazionale, Torino, 1918
- Ninetta e Tirintin, con illustrazioni di A. Mussino, Bemporad, Firenze, edizione 1918 con ristampe
- Per i bimbi d'Italia, poesie con disegni di A. Ramorino Ceas e A. Mussino, Bemporad, Firenze, 1921
- Per le vie del mondo: compimento al sillabario, con illustrazioni di A. Mussino, Bemporad, Firenze, 1922
- Per le vie del mondo: libro per la 3 classe elementare maschile e femminile, con illustrazioni di A. Mussino, Bemporad, Firenze, 1920
- Per le vie del mondo: libro per la 4 classe elementare maschile e femminile, con illustrazioni di A. Mussino, Bemporad, Firenze, 1923
- Per le vie del mondo: libro per la 5 classe elementare maschile e femminile, con illustrazioni di A. Mussino, Bemporad, Firenze, 1925
- Primi voli, per la 4ª classe elementare, con illustrazioni di A. Mussino, L. Edel, Bemporad, Firenze, 1924
- La divina commedia narrata ai piccoli italiani, illustrata con xilografie di L. Servolini, Marzocco, Firenze, 1932 con riedizioni
- Storie meravigliose di tempi lontani, Società Editrice Internazionale, Torino, 1938
- Storie di fanciulli famosi nel mondo, con illustrazioni del pittore Luigi Melandri, SEI, Torino, 1940
- Fiori di campo: letture per le scuole rurali per le classi elementari con racconti, lettere, poesie, dialoghi e indovinelli, ed. Acquarius, Vicenza, 1946
- La canzon dell'abc e piccole letture per la 1ª classe elementare, ed. Acquarius, Vicenza, 1949 stampa
- Le memorie di due cuori, Genio, Milano, 1954
- Dante e il divino poema, (con Ettore Janni), con illustrazioni di Grazia Accardo, Bemporad-Marzocco, Firenze, 1965
- Giochi di stelle, con illustrazioni di Pinochi, Paravia, Torino, 1971

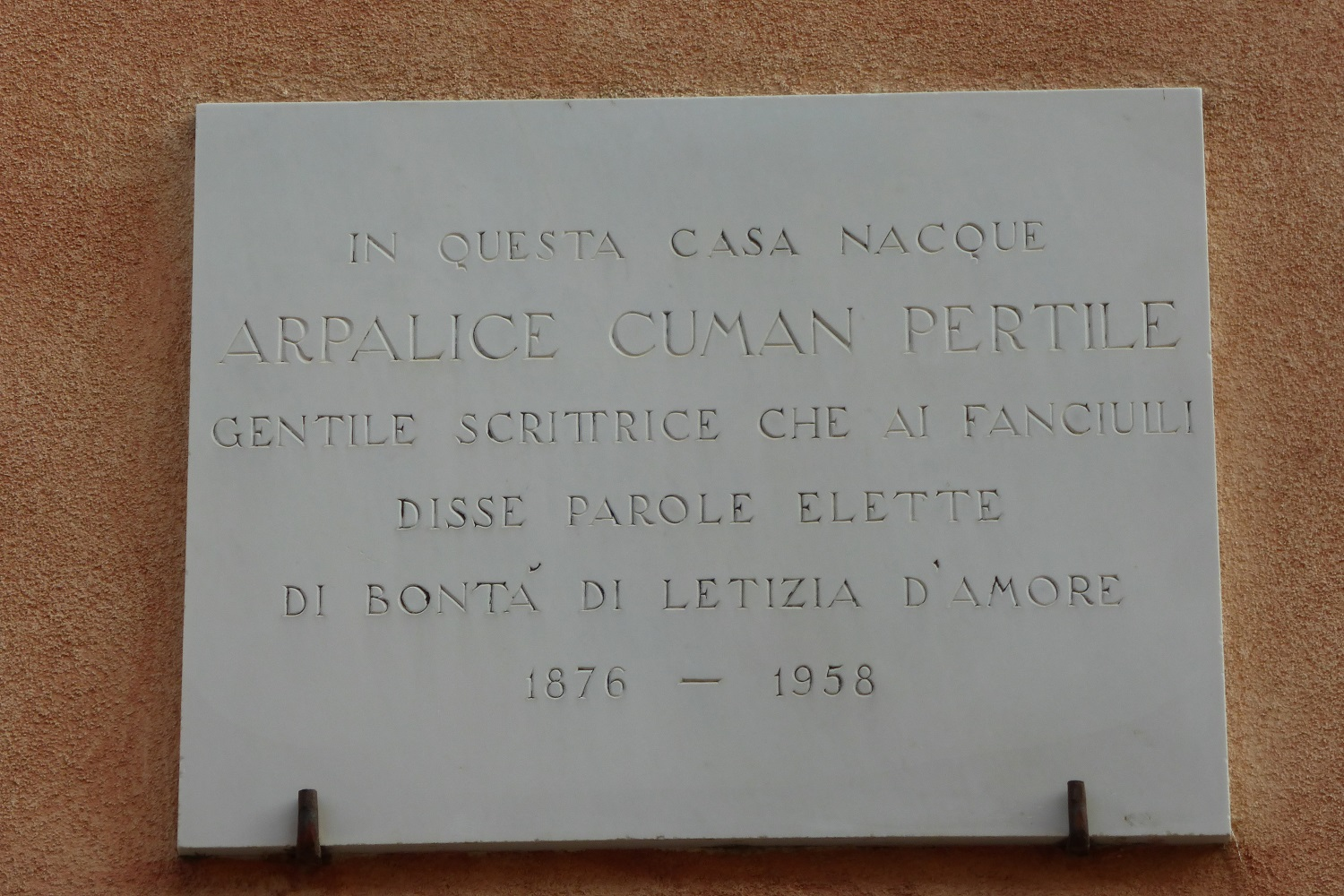
Targa abitazione in corso Mazzini a Marostica

## Intitolazioni

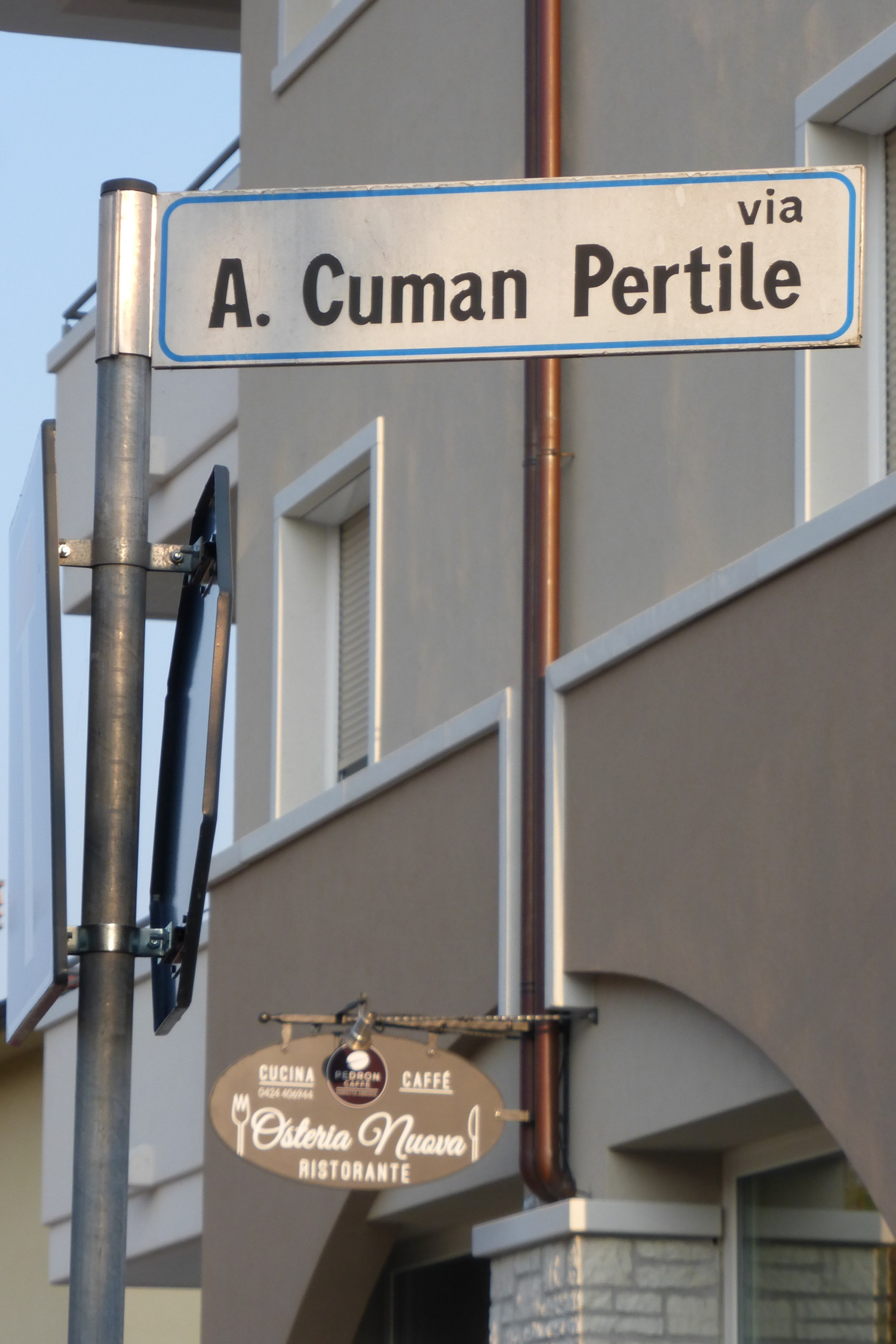
Marostica, via Arpalice Cuman Pertile

Il comune di Marostica le ha intitolato una via e le scuole dell'infanzia, elementari e medie del comune.